# 荒井バイパス
荒井バイパス（あらいバイパス）は、福島県福島市にある国道115号のバイパス道路である。

## 概要
- 起点 - 福島市佐倉下
- 終点 - 福島市荒井
- 延長 - 5.3km[1]

福島市と会津地方の輸送力の強化と、1995年10月に開催される福島国体秋季大会のメイン会場である福島県あづま総合運動公園と東北自動車道福島西インターチェンジとのアクセス改善のため、1995年3月に開通した。終点部の交差点部を除き全線片側2車線の快走路であり、福島盆地西端部の扇状地に位置するために終点に向かい微弱な上り坂が続く。旧道は国道指定を外れ、福島市道70672号佐倉下荒井線に指定されている。

## 接続路線
- 国道115号福島西バイパス 福島市街地方面・福島市道70672号佐倉下荒井線（佐倉下　起点）
- 福島県道5号上名倉飯坂伊達線（さくら三丁目）
- 福島市道70672号佐倉下荒井線（上名倉）
- 国道115号 猪苗代方面・福島市道70672号佐倉下荒井線（荒井　終点）

## 沿線
- 南東北福島病院
- ふくしま未来農業協同組合西支店
- コメリハードアンドグリーン上名倉店
- ハシドラッグ福島荒井店
- スーパーキクタ荒井店